# 萊特寧克里克鎮區 (北達科他州亞當斯縣)
萊特寧克里克鎮區（英語：Lightning Creek Township）是位於美國北達科他州亞當斯縣的一個鎮區。

## 地方資料
萊特寧克里克鎮區的面積為93.39平方千米，皆為陸地。根據2010年美國人口普查的數據，當地共有人口14人，而人口密度為每平方千米0.15人。